# Anton Grizold
Anton Grizold, slovenski obramboslovec, * 7. januar 1956, Radlje ob Dravi.
Grizold je slovenski obramboslovec, dolgoletni redni profesor na Fakulteti za družbene vede v Ljubljani, kjer je tudi diplomiral, magistriral in doktoriral. Med letoma 2007 in 2011 je bil tudi dekan fakultete. V času dveh vlad je bil med decembrom 2000 in decembrom 2004 minister za obrambo Republike Slovenije. Od leta 2022 je bil državni sekretar v kabinetu predsednika vlade Roberta Goloba, kjer je bil odgovoren za obrambne zadeve in zadeve varstva pred naravnimi nesrečami. 1. oktobra 2023 se je upokojil.

## Akademska kariera
Srednjo šolo je obiskoval v Ljubljani, na Gimnaziji Moste. Anton Grizold je diplomiral in magistriral iz obramboslovja na Fakulteti za družbene vede. Leta 1989 je prav tako na FDV doktoriral s področij obramboslovja in varnosti v mednarodnih odnosih. Med letoma 1989 in 1994 je bil predstojnik katedre za obramboslovje na FDV, ki jo je vključil v 1991 ustanovljeni Oddelek za politologijo na tej fakulteti. kasneje pa tudi prodekan FDV in predstojnik Obramboslovnega raziskovalnega centra Raziskovalnega inštituta za družbene vede. Danes je zaposlen kot redni profesor na FDV, v letih 2007–11 je bil tudi dekan fakultete. Doslej je objavil prek 400 znanstvenih, strokovnih in poljudnih člankov s področij varnosti, miru, obrambe in reševanja konfliktov. Po upokojitvi je bil imenovan za zaslužnega profesorja Univerze v Ljubljani (2024).

## Politika
Leta 1999 je bil predsednik Strateškega sveta na Ministrstvu za obrambo Republike Slovenije. V času 6. in 7. vlade Republike Slovenije (2000–04) je bil minister za obrambo Republike Slovenije. Leta 2022 je bil imenovan za državnega sekretarja v kabinetu predsednika vlade Roberta Goloba, kjer je bil odgovoren za obrambne zadeve ter zadeve varstva pred naravnimi in drugimi nesrečami. Funkcijo sekretarja je opravljal do konca septembra 2023, saj se je 1. oktobrom 2023 upkojil.